# Arcis-le-Ponsart
Arcis-le-Ponsart é uma comuna francesa na região administrativa de Grande Leste, no departamento de Marne. Estende-se por uma área de 15,43 km². Em 2010 a comuna tinha 312 habitantes (densidade: 20,2 hab./km²).